# Wüsten-Wurmsalamander
Der Wüsten-Wurmsalamander (Batrachoseps major aridus, Syn.: Batrachoseps aridus) ist eine seltene Unterart des Kalifornischen Wurmsalamanders, die in Südkalifornien endemisch ist. Er wurde 1970 entdeckt und als eigenständige Art Batrachoseps aridus erstbeschrieben. Nach einer phylogenetischen Analyse der Wurmsalamander durch Elizabeth L. Jockusch, Kay P. Yanev und David B. Wake wurde er 2001 als Unterart klassifiziert.

## Merkmale
Der Wüsten-Wurmsalamander hat eine Körperlänge von etwa 10,2 cm von der Schnauze bis zur Schwanzspitze. Er hat vier Zehen an jedem Fuß und einen großen, abgerundeten Kopf. Der Rücken ist dunkelbraun bis tief schokoladenbraun mit zahlreichen kleinen silbrig-blauen Flecken und versprenkelten großen goldfarbenen Flecken. Der Bauch ist dunkelbraun und der Schwanz ist kontrastierend fleischfarbig.

## Verbreitung
Über die historische Verbreitung des Wüsten-Wurmsalamanders gibt es nur wenige Informationen. Er wurde nur an den unteren Hängen der Santa Rosa Mountains im Riverside County in Südkalifornien nachgewiesen. Aufgrund seiner Isolation von anderen Mitgliedern der Gattung und seiner primitiven Eigenschaften wird der Wüsten-Wurmsalamander als Reliktform angesehen, die in früheren, feuchteren geologischen Epochen weiter verbreitet war.

## Lebensraum
Der Wüsten-Wurmsalamander kommt in einer trockenen Region mit geringen und unregelmäßigen Niederschlägen, hohen Sommertemperaturen und starken Frühlingswinden vor. Oberhalb und unterhalb der vom Salamander bewohnten Kalksteinschichten befinden sich saisonale Wasserläufe zwischen steilen Canyonwänden aus magmatischem und metamorphem Gestein. Der Boden an den umliegenden Hängen besteht aus freiliegendem Grundgestein, Schutt und grobkörnigem Sand. Die karge Pflanzenwelt wird von Fächerpalmen, Salix exigua, Baccharis sergiloides, Epipactis gigantea, Frauenfarngewächsen und Rhus ovata dominiert.

## Lebensweise
Der Wüsten-Wurmsalamander ist meist in porösen Böden, Gesteinsbrüchen oder Kalksteinplatten anzutreffen, wo das Grundwasser durchsickert und Feuchtigkeit bietet. Tagsüber gelegentlich unter lockeren Felsen zu finden, ist dieser Salamander nachts am aktivsten.
Die Nahrung des Wüsten-Wurmsalamanders besteht aus kleinen wirbellosen Tieren, wobei Fliegen und Ameisen den überwiegenden Teil ausmachen. Der Einfluss von Jahreszeit, Temperatur, Feuchtigkeit, Ernährung, Beutefang und Fortpflanzung auf die Lebensweise und die Bestandsgröße dieser Unterart ist weitgehend unerforscht. Über das Fortpflanzungsverhalten des Salamanders ist wenig bekannt. Die Eiablage findet wahrscheinlich zwischen November und Januar, kurz nach dem ersten starken Winterregen, statt.

## Status
Die größte Bedrohung für das Überleben dieses Salamanders ist seine extrem begrenzte Verbreitung. Dies macht den Wüsten-Wurmsalamander besonders anfällig für jede Naturkatastrophe. So verursachten im Jahr 1976 ungewöhnlich starke Regenfälle und Überschwemmungen im Zusammenhang mit einem Tropensturm die Erosion und den Einsturz einer Kalksteinmauer, die bis zu einem Drittel des Lebensraums des Salamanders im Hidden Palms Canyon ausmachte. Ein weiteres Extrem wie eine ausgedehnte Dürre könnte das Grundwasser austrocknen und zum Aussterben dieser Unterart führen. Die menschliche Aktivität in diesem Gebiet ist gering.
Im Juni 1973 wurde der Wüsten-Wurmsalamander in den Endangered Species Act als stark gefährdete Art aufgenommen. 1973 wurden 55 Hektar Land vom Staat Kalifornien erworben, auf denen 1974 das Hidden Palms Ecological Reserve, das von der California Fish and Game Commission verwaltet wird, gegründet wurde. Nach den Überschwemmungen von 1976 wurde die Felswand des Lebensraums im Hidden Palms Canyon verstärkt, um einen weiteren Einsturz zu verhindern. Felsbarrikaden wurden errichtet, um den unbefugten Zugang zu beiden Schluchten zu verhindern.
Ursprünglich waren zwei Populationen von zwei Orten bekannt, die etwa 6,5 km voneinander entfernt liegen, dem Hidden Palms Canyon und dem Guadalupe Canyon. Der Hidden Palms Canyon befindet sich am Ende des Deep Canyon, einer großen Schlucht, die die umliegenden Hänge der Santa Rosa Mountains durchzieht. Die Population in diesem Gebiet wurde in den 1970er Jahren auf weniger als 500 Individuen geschätzt, scheint aber seit 1996 erloschen zu sein. Die Population des Guadalupe Canyons ist in Bezug auf ihre Verbreitung und Anzahl wenig erforscht.